# Tjukata
Tjukata (bulgariska: Чуката) är en ås i Bulgarien. Den ligger i den centrala delen av landet, 190 km sydost om huvudstaden Sofia.
Trakten runt Tjukata består till största delen av jordbruksmark. Runt Tjukata är det ganska glesbefolkat, med 31 invånare per kvadratkilometer.